# Synagoga Müllnergasse w Wiedniu
Synagoga Müllnergasse w Wiedniu (niem. Synagoge Müllnergasse in Wien) – nieistniejąca synagoga, która znajdowała się w Wiedniu, stolicy Austrii, przy Müllnergasse 21.
Synagoga została zbudowana w latach 1888–1889, według projektu architekta Maxa Fleischera. Służyła żydowskiej społeczności zamieszkującej dzielnicę Alsergrund. Podczas nocy kryształowej z 9 na 10 listopada 1938 roku, bojówki hitlerowskie spaliły synagogę. Obecnie na jej miejscu znajduje się nowy budynek.